# Jules Blangenois
Jules Blangenois (* 28. April 1870 in Doornick; † 29. Juli 1957 in Brüssel) war ein belgischer Posaunist, Komponist und Dirigent. Er komponierte auch unter dem Pseudonym Banon Jemy.
Jules Blangenois besuchte als Kind die Musikschule von Doornick. Er absolvierte ein Musikstudium am Königlichen Konservatorium in Brüssel in den Hauptfächern Posaune und Harmonielehre. Zu seinen Professoren zählten Flon, Rulhmann sowie Paul Gilson.
Er war elf Jahre lang erster Posaunist an der Muntschouwburg in Brüssel. 1896 wurde er Dozent für Tuba und Posaune am Konservatorium in Verviers. Währenddessen trat er mit diversen Orchestern in Belgien und Frankreich als Solist auf. Ferner musizierte er in den Opernorchestern von Gent, Belgien und Lyon, Frankreich sowie als Solo-Posaunist in Musique de Garde Civique in Elsene, Belgien. 1930 gab er seine Dozententätigkeit in Verviers auf. Er verfasste mehrere Artikel über Blasorchester und deren Musik in verschiedenen Zeitungen und Magazinen, unter anderem auch in La Revue Musicale Belge. Er wirkte als Dirigent zahlreicher Blasorchester, unter anderem des Fanfare-Orchester Cercle Instrumental in Brüssel.

## Werke

### Werke für Xylophon und Orchester
- Introduktion et Mazurka pour Xylophone, komponiert am 13. September 1901 in Brüssel, Orchesterbegleitung 1121-2210-11 und Streicher, Abschrift in der Bibliothek Melos.de

### Werke für Blasorchester
- Ça ira
- Carnaval à Bruxelles
- Caecilia
- Flamants-Walon en avant
- France et Belgique
- Gamin Bruxellois
- Goodbye
- Joyeux Retour
- Jusqu'au Bout
- Liberté
- Lille
- Marche Polonaise Konzertmarsch
- Nativité
- Neiges Printanières
- Noces Princières
- Polonaise de Concert
- Promenade Persane Charakterstück
- Sainte Agnès
- Sainte Monique
- Sainte Wivine
- Salut au Drapeau
- Song d'Amour
- Soir d'Eté
- Spero in Deo
- Stapedaf
- Par File à Droite
- Un Centinaire
- Vieux Bruxelles

### Bücher und Schriften
- 1932 A la mémoire de l'ami Franc Delmas (1886–1931)
- 1934 La fanfare – Traité de l'accord des instruments à Pistons et à Coulisse

| Personendaten    | Personendaten                     |
| ---------------- | --------------------------------- |
| NAME             | Blangenois, Jules                 |
| ALTERNATIVNAMEN  | Banon Jemy (Pseudonym)            |
| KURZBESCHREIBUNG | belgischer Komponist und Dirigent |
| GEBURTSDATUM     | 28. April 1870                    |
| GEBURTSORT       | Doornick, Belgien                 |
| STERBEDATUM      | 29. Juli 1957                     |
| STERBEORT        | Brüssel, Belgien                  |